# Novotinea liguriella
Novotinea liguriella is een vlinder uit de familie echte motten (Tineidae). De wetenschappelijke naam is voor het eerst geldig gepubliceerd in 1950 door Amsel.
De soort komt voor in Europa.